# Coccographis nigrorubra
Coccographis nigrorubra är en skalbaggsart som beskrevs av Pierre Lesne 1901. Coccographis nigrorubra ingår i släktet Coccographis och familjen kapuschongbaggar. Inga underarter finns listade i Catalogue of Life.